# Stollberg/Erzgeb.
Stollberg/Erzgeb., Stollberg/Erzgebirge − miasto w Niemczech, w kraju związkowym Saksonia, w okręgu administracyjnym Chemnitz, w powiecie Erzgebirgskreis (do 31 lipca 2008 stolica powiecie Stollberg), siedziba wspólnoty administracyjnej Stollberg (Erzgebirge). Według danych z 31 grudnia 2009 miasto liczyło 11 891 mieszkańców.

## Współpraca
Miejscowości partnerskie:
- Montigny-en-Gohelle, Francja
- Nördlingen, Bawaria
- Tamási, Węgry